# Wojciech Jastrzębowski
Wojciech Jastrzębowski (Gierwaty , 1799 – Varsóvia, 1882), foi um biólogo polonês, autor de Ergonomia.